# زاك مارتن
زاك مارتن (بالإنجليزية: Zack Martin)‏ هو لاعب كرة قدم أمريكية أمريكي، ولد في 20 نوفمبر 1990 في إنديانابوليس في الولايات المتحدة.

## وصلات خارجية
- زاك مارتن على موقع إي إس بي إن.كوم (أن.أف.أل)3
- زاك مارتن على موقع مرجع كرة القدم المحترفة.كوم (الإنجليزية)